# Kaštel Tartalja u Kaštel Lukšiću
Kaštel Tartalja je stara utvrda u Kaštel Lukšiću. Splitska plemićka obitelj Tartalja (Tartaglia) izgradila je 1590. godine tradicionalnu dalmatinsku kamenu vilu kao kaštel. Kaštel Tartalja se nalazio na obali, sagrađen je kao trokatnica s utvrđenim dvorištem. Na crtežu Kaštel Lukšića iz 1745. godine ucrtani su kašteli Vitturi, Mišura (prije Rušinac) i Tartalja. Početkom 20. stoljeća češki doktor Henrik Šoulavy kupuje kaštel, i na njegovu mjestu otvara prvi pansion u Kaštelima, a do tada je kaštel-vila bila u posjedu obiteli Ambrozini i Cambij. Na projektnom nacrtu uređenja pansiona Šulavyi vidljiv je tlocrt kuće s dvorištem, koji predstavlja nekadašnji kaštel Tartalja. Danas su na zidovima vidljivi ostaci konzola manteleta. Već 1909. dr Šoulavy je otvorio ga za goste i bio je to prvi pansion u Kaštelima, što čini dr Šoulavog začetnikom kaštelanskog turizma. Gosti pansiona dolazili su iz čitavog svijeta. U pansionu je bila knjižnica i imao je svoj piano. Dr. Šoulavy je goste upoznavao s dalmatinskim specijalitetima i kaštelanskim plodovima mora i zemlje, organizirao im izlete s brodovima i na magarcima.